# USS Prichett (DD-561)
Lo USS Prichett  (codice e numero d'identificazione DD-561) venne costruito nei cantieri Tacoma di Seattle nello Stato di Washington.

## Storia
Impostato il 20 luglio 1942, varato il 31 luglio 1943 e consegnato alla United States Navy il 15 gennaio 1944, venne destinato a operare nel Pacifico dove operò fino al termine del conflitto partecipando, tra le tante missioni svolte, alla conquista di Iwo Jima ed Okinawa in appoggio alle forze da sbarco. Al termine del conflitto, nel quale venne decorato di otto Battle Stars, tornato negli Stati Uniti d'America, venne posto in riserva il 14 marzo 1946, per poi tornare in servizio il 17 agosto 1951 per partecipare alla guerra di Corea, nel corso della quale venne decorato di altre due Battle Stars ed al termine della quale tornò negli USA per essere impiegato nel Mediterraneo, dal 7 gennaio 1954 fino al successivo 8 marzo e quindi, dopo aver svolto un periodo di esercitazioni ai Caraibi, venire destinato a partire dal 5 gennaio 1955 nuovamente nell'area del Pacifico.
Inviato nel Golfo del Tonchino dal 30 agosto al 31 ottobre 1964, dopo un breve ritorno alla base di San Diego in California, ritornò nelle acque vietnamite in supporto alle forze statunitensi che operavano nel conflitto vietnamita. Rientrato a San Diego il 28 maggio 1968, venne utilizzato per l'addestramento di cannonieri ed ecogoniometristi, fino alla radiazione avvenuta il 10 gennaio 1970. Dopo essere stata dismessa dalla US Navy, la nave venne trasferita all'Italia il 17 gennaio 1970 e ribattezzata Geniere con la nuova matricola D 555: con altre due obsolete unità formò la classe Fante e prestò servizio fino al 1975, quando venne radiato e avviato alla demolizione.